# The White Goddess
The White Goddess (De Witte Godin) is een boek van Robert Graves over het “dichterlijk scheppen van mythes”. Het werd na een eerste druk in 1948 gewijzigd en uitgebreid. Het is een spitsvondige maar ook volstrekt eigenzinnige benadering van de bestaande kennis van mythen. Het postuleert het bestaan van een Europese godin, die hij in samenhang met de maanfases benoemt als de “Witte Godin van Geboorte, Liefde en Dood”. Deze godin van “drievoudige drievuldigheid” ziet Graves achter de gezichten van diverse godinnen in de Europese mythologieën.
Graves betoogt dat echte of ware poëzie onontkoombaar gekoppeld is met de door hem veronderstelde oude rituele eredienst aan de Witte Godin en haar zoon. Zijn conclusies berusten op gissingen over hoe hij dacht dat oude beschavingen zich ontwikkelden. Er is geen bewijs dat er ooit echt een Witte Godin werd aanbeden. Daar het hier om een veronderstelde prehistorische eredienst gaat, bewijst het ontbreken van bewijs echter ook niet, dat deze godin nooit aanbeden is.

## Poëzie en Mythe
Volgens Graves is The White Goddess een “historische grammatica van poëtische mythologie”. Hij citeert mythologie en gedichten uit Wales en Ierland, het grootste deel van West-Europa, alsook het antieke Midden-Oosten. Met complexe redeneringen verdedigt Graves het bestaan van een enkele godheid onder vele namen. Qua beeltenis zou er veel overeenkomst zijn: “iconotropie”. In de letters van het ogham alfabet (“de grammatica”) leest hij:  een kalender, die bij de Kelten de sleutel is voor de jaarlijks terugkerende liturgie van het – binnen matriarchale verhoudingen – offeren van een heilige koning (een thema waaraan ook James George Frazer een heel hoofdstuk wijdt). Het slot van dat alfabet staat voor hexameters, die de godin beschrijven.
De discussie was heftig. Geleerden bekend met Keltische en andere mythen hebben de standpunten van Graves algemeen als onwetenschappelijk en ongefundeerd verworpen. Graves riposteerde, dat de geleerden psychologisch het vermogen ontbrak om  mythen te interpreteren of te gehecht waren aan hun prettige banen, om het tegen het meerderheidsstandpunt op te willen nemen.
The Golden Bough (De Gouden Tak) (1922, begonnen in 1890), een studie uit de begintijd van de antropologie van Sir James George Frazer, wordt door Graves vaak gekozen als vertrekpunt van zijn  betoog. Graves stelt dat wat Frazer slechts kon aanduiden, door zijn boek expliciet wordt gemaakt:
- Sir James Frazer kon zijn prachtige kamers in  Trinity College, Cambridge tot zijn dood houden, door zorgvuldig en methodisch om zijn gevaarlijke onderwerp heen te zeilen, alsof hij de kustlijn van een verboden eiland in kaart bracht, zonder het op een verklaring aan te laten komen dat het eiland echt bestond. Wat hij half wel en half niet zei, was dat christelijke legende, dogma en riten niet anders dan de verfijning was van een groot corpus van primitieve en zelfs barbaarse geloven, en dat bijna het enige originele element in het christendom de persoon van Jezus was.

Graves gaf toe dat hij geen wetenschapper was maar een dichter en dat zijn werk berustte op de veronderstelling, dat:
- de taal van de poëtische mythe zoals gangbaar in het Oude Mediterrane en Noordelijke Europa een magische taal was verbonden met populaire religieuze ceremonies ter ere van de Maangodin of Muze en deels daterende uit het Oude Stenen tijdperk en dat dit de taal van echte poëzie blijft.

In de 2e (uitgebreide) druk ging Graves nog wat verder: 
- de monotheïstische god van het Judaïsme en zijn opvolgers veroorzaakten de neergang van de Witte Godin en zijn daarmee de oorzaak van veel van de rampspoed in deze  wereld.
- vrouwen kunnen niet als dichter functioneren, daar hun het vermogen tot dichterlijk scheppen ontbreekt: de rol van de vrouw in de dichtkunst is voornamelijk om als muze te dienen, zodat een mannelijk dichter haar als een godin kan aanbidden. Hij erkende – het zij hem nagegeven – dat Sappho en anderen mogelijk een uitzondering op deze regel vormden.
- Graves kwam er rond voor uit  dat poëtische inspiratie – of zoals hij het noemde Analepsis – (te begrijpen als een soort plotselinge opkomende flashback) – een geldige historische methode was. In het voorwoord van zijn Griekse Mythen legt hij uit hoe hij onder invloed van paddenstoelen tot diepe inzichten is gekomen over de samenhang van de (prehistorische) Europese en Midden-Amerikaanse mythologie.

Dit zal niet geholpen hebben om Graves in academische kringen geloofwaardiger te maken.

## Invloed
Die is moeilijk aan te geven. In Engeland speelt Graves nog wel degelijk een rol in de discussie hoe de Griekse mythologie begrepen moet worden als verzinnebeelding van de Indo-Europese krijgers die de matriarchale Europese samenleving met een moedergodincultus onder de voet liepen.
Maar vanaf de jaren zestig van de 20e eeuw ontstond een grote vraag bij het publiek naar boeken betreffende veronderstelde wortels in het verleden van de moedergodincultus, die toen weer opgang maakte.
The White Goddess is nooit in het Nederlands vertaald. Maar men ziet verwijzing naar dit boek in niet kritische zin in kringen van paganisme, moedergodinverering, wiccans en dergelijke. 
De kracht van Robert Graves blijft naast de beeldende taal die hij gebruikt, toch ook, dat er geen andere heldere visies naar voren zijn gebracht, die het corpus aan prechristelijke mythen weet te verklaren.
Aanwijsbaar grote invloed had het boek op B.S. Johnson, de modernistische Engelse schrijver uit de jaren zestig en zeventig. Hij zag in een geliefde, Muriel, de verpersoonlijking van The White Goddess. Haar 'verraad' bleef Johnson zijn leven lang achtervolgen. In poëzie en brieven bleef hij naar The White Goddess verwijzen als muze. Zie de uitmuntende biografie over B.S. Johnson, geschreven door de Engelse romanschrijver Jonathan Coe.